# Kanton Villersexel
Kanton Villersexel (francouzsky Canton de Villersexel) je francouzský kanton v departementu Haute-Saône v regionu Franche-Comté. Tvoří ho 32 obcí.

## Obce kantonu
- Aillevans
- Athesans-Étroitefontaine
- Autrey-le-Vay
- Beveuge
- Courchaton
- Crevans-et-la-Chapelle-lès-Granges
- Fallon
- Faymont
- Georfans
- Gouhenans
- Grammont
- Granges-la-Ville
- Granges-le-Bourg
- Longevelle
- Les Magny
- Marast
- Mélecey
- Mignavillers
- Moimay
- Oppenans
- Oricourt
- Pont-sur-l'Ognon
- Saint-Ferjeux
- Saint-Sulpice
- Secenans
- Senargent-Mignafans
- Vellechevreux-et-Courbenans
- La Vergenne
- Villafans
- Villargent
- Villersexel
- Villers-la-Ville